# Визи, Джон, 6-й виконт де Вески
Джон Юстас Визи, 6-й виконт де Вески (англ. John Eustace Vesey, 6th Viscount de Vesci; 25 февраля 1919 — 13 октября 1983) — ирландский пэр.

## Происхождение и образование
Родился 25 февраля 1919 года. Единственный сын достопочтенного подполковника Томаса Юстаса Визи (1885—1946) и леди Сесили Кэтлин Браун (род. 1888), дочери Валентина Брауна, 5-го графа Кенмэра. Правнук Томаса Визи, 3-го виконта де Вески. Его отец был подполковником Ирландской гвардии, получившим образование в Итоне и Оксфорде, который воевал и был дважды ранен в Первую мировую войну.

## Карьера
16 августа 1958 года после смерти своего бездетного дяди, Иво Ричарда Визи, 5-го виконта де Вески (1881—1958), Джон Визи унаследовал титулы 6-го виконта де Вески из Эбби-Лейкс в графстве Куинс (Пэрство Ирландии), 7-го барона Кнаптона из графства Куинс (Пэрство Ирландии) и 8-го баронета Визи (Баронетство Ирландии).
Будучи солдатом Ирландской гвардии, он воевал во Второй мировой войне и был взят в плен.
Он жил в Эбби-Лейкс-хаусе на реке Нор в графстве Лиишь. В 1967 году он продал коллекцию Де Вески, которая хранилась в Эбби-Лейкс-хаусе, Национальной библиотеке Австралии. Это приобретение добавило 1648 книг (около 2900 томов) и 54 серийных издания (около 390 томов) в Национальную библиотеку Австралии.

## Брак и дети
20 мая 1950 года Джон Визи женился на Сьюзан Энн Арстронг-Джонс (12 февраля 1927 — май 1986), дочери адвоката Рональда Армстронг-Джонса и Энн Парсонс, графини Росс. Когда она вышла замуж за лорда де Вески, она приняла католичество. У супругов было четверо детей:
- Достопочтенная Эмма Фрэнсис Визи (род. 17 марта 1951), в 1986 году она вышла замуж за Нормана Залкинда, от брака с которым у неё была одна дочь
- Достопочтенная Кэтрин Энн Визи (род. 19 мая 1953), в 1984 году она вышла замуж за Бруно Креттона, от брака с которым у неё было четверо детей.
- Томас Юстас Визи, 7-й виконт де Веси (род. 8 октября 1955), преемник отца.
- Достопочтенная Джорджина Мэри Визи (2 сентября 1963 — 14 марта 1965).

Леди де Вески умерла от рака через три года после своего мужа, в мае 1986 года.